# Lac de Berovo
Le lac de Berovo (en macédonien : Беровско Езеро) est un lac situé à l'est de la Macédoine du Nord, dans la municipalité de Berovo. Il se trouve dans le massif de Maléchévo et il a été créé par un barrage, construit en 1970 sur la Bregalnitsa, affluent du Vardar.
Le barrage, haut de 60 mètres, se trouve à 6 kilomètres de la ville de Berovo. Le lac fournit de l'eau potable et sert à l'irrigation. C'est également un lieu touristique, et un village de villégiature se trouve sur ses rives. 